# Шентиль-под-Туряком
Шентиль-под-Туряком (словен. Šentilj pod Turjakom) — поселення в общині Мислиня, Регіон Корошка, Словенія. Висота над рівнем моря: 583 м.